# Morača Sports Center
Morača Sports Center er en multiarena i Podgorica, Montenegro med plads til 6.000 tilskuere.